# 3972 Richard
A 3972 Richard (ideiglenes jelöléssel 1981 JD3) a Naprendszer kisbolygóövében található aszteroida. Carolyn Shoemaker fedezte fel 1981. május 6-án.